# مسح الأرض الفيزيائي

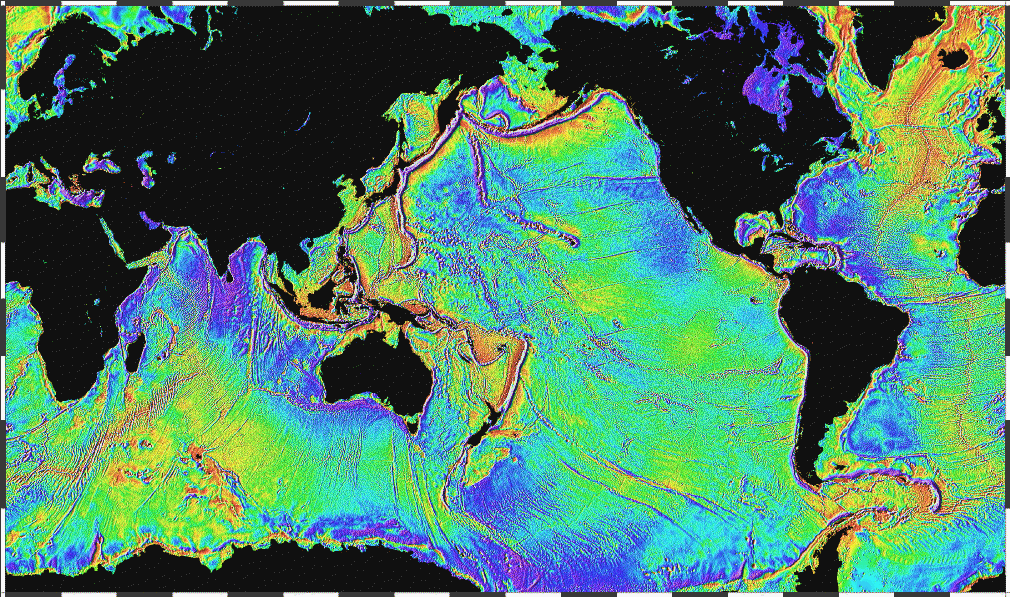
خريطة أحواض المحيطات مرسومة باستخدام الجاذبية. يمكن اكتشاف معالم قاع البحر التي تزيد عن 10 كم عن طريق التشوه الجاذبي الناتج عن سطح البحر. (1995، الإدارة الوطنية للمحيطات والغلاف الجوي)

مسح الأرض الفيزيائي أو الجيوديسيا الفيزيائية (بالإنجليزية: Physical geodesy)‏ هي دراسة الخصائص الفيزيائية لجاذبية الأرض ومجالها الكموني (كمون أرضي)، بهدف تطبيقها في مسح الأرض.

## إجراءات القياس
تعتمد الأدوات الجيوديسية التقليدية مثل أجهزة قياس الزوايا على مجال الجاذبية لتوجيه محورها الرأسي على طول خط الرأس المحلي أو الاتجاه الرأسي المحلي بمساعدة ميزان الماء لضبط المحور الأفقي. بعد ذلك، يمكن الحصول على الزوايا الرأسية (زوايا السمت أو زوايا الارتفاع) بالنسبة لهذا العمودي المحلي، والزوايا الأفقية في مستوى الأفق المحلي، عمودية على ذلك الاتجاه العمودي.
ويمكن استخدام أدوات تسوية المساحة مرة أخرى للحصول على الوضع الجيوفيزيائي بين النقاط على سطح الأرض. ومن الممكن بعد ذلك التعبير عن هذه الاختلافات باعتبارها اختلافات في "الارتفاع" عن طريق التحويل إلى وحدات مترية.

### الوحدات
تُقاس الجاذبية عادة بوحدات م·ثانية−2 (متر لكل ثانية مربعة). يمكن أيضًا التعبير عن ذلك (بالضرب في ثابت الجاذبية G من أجل تغيير الوحدات) بوحدة نيوتن لكل كيلوجرام من الكتلة المنجذبة.
يمكن التعبير عن طاقة الوضع على أنها حاصل ضرب الجاذبية في المسافة، (م2·ثانية−2). إن الحركة لمسافة متر واحد في اتجاه متجه الجاذبية بقوة 1 متر·ثانية−2 سيزيد من الطاقة بمقدار 1 متر2·ثانية−2. وباستخدام ثابت الداذبية G مرة أخرى كمضاعف، يمكن تغيير الوحدات إلى جول لكل كيلوجرام من الكتلة المنجذبة.
الوحدة الأكثر ملاءمة هي وحدة (geopotential unit GPU)، أو وحدة الجهد الجيوفيزيائي: وهي تساوي 10 م2·ثانية−2. هذا يعني أن الحركة لمسافة متر واحد في الاتجاه الرأسي، أي اتجاه الجاذبية المحيطة 9.8 متر.ثانية−2، سيؤدي إلى تغيير الطاقة بمقدار واحد GPU تقريبًا. وهذا يعني مرة أخرى أن الفرق في الجهد الجيوفيزيائي، بوحدة الـGPU، لنقطةٍ ما مع مستوى سطح البحر يمكن استخدامه كمقياس تقريبي للارتفاع "فوق مستوى سطح البحر" بالأمتار.

## الجاذبية

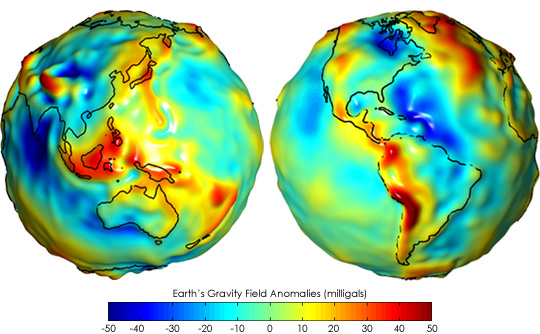
جاذبية الأرض التي أمكن قياسها بواسطة مهمة "استعادة الجاذبية وتجربة المناخ (GRACE)" التابعة لوكالة ناسا، تُظهر انحرافات عن "الجاذبية النظرية" للأرض الملساء المثالية، والتي تسمى "الأرض البيضاوية". يُظهر اللون الأحمر المناطق التي تكون فيها الجاذبية أقوى من القيمة القياسية الملساء، ويكشف اللون الأزرق عن المناطق التي تكون فيها الجاذبية أضعف. (نسخة متحركة).

جاذبية الأرض، والتي يرمز لها بـ g، هي محصلة القوى التي تؤثر على الأجسام بسبب التأثير المشترك للجذب (من الكتلة داخل الأرض) وقوة الطرد المركزي (من دوران الأرض).
وهي كمية متجهة، يتطابق اتجاهها مع الشاقول ويمكن تحديد قوتها أو مقدارها بواسطة المعيار {\displaystyle g=\|{\mathit {\mathbf {g} }}\|}.
في وحدات النظام الدولي للوحدات، يُعبَّر عن هذا التسارع بـ متر لكل ثانية مربعة (بالرموز، م/ثانية2 أو م·ثانية−2) أو ما يعادله بـ النيوتن لكل كيلوجرام (نيوتن/كجم أو ن·كجم−1). بالقرب من سطح الأرض، يكون التسارع الناتج عن الجاذبية، بدقة تصل إلى رقمين هو 9.8 م/ثانية2. هذا يعني أنه بتجاهل تأثيرات مقاومة الهواء، فإن سرعة الجسم أثناء السقوط الحر ستزداد بنحو 9.8 متر في الثانية (32 قدم/ث) كل ثانية. يُشار إلى هذه الكمية أحيانًا بشكل غير رسمي باسم g الحرف الصغير (على النقيض من ذلك، يُشار إلى ثابت الجاذبية G باسم G الحرف الكبير).

## الجهد الجيومغناطيسي
الجهد الجيومغناطيسي geopotential هو جهد مجال الجاذبية للأرض. وللتيسير، غالبًا ما يُعرَّف على أنه سالب طاقةالوضع لكل وحدة كتلة، بحيث يمكن الحصول على متجه الجاذبية على أنه تدرج الجهد الجيومغناطيسي، دون الإشارة السالبة. بالإضافة إلى الجهد الجيومغناطيسي الفعلي (الجهد الجيومغناطيسي)، يمكن أيضًا تعريف الجهد الطبيعي normal potential النظري والفرق بينهما، ويمكن أيضًا تعريف الجهد المزعج disturbing potential.

## الجيويد

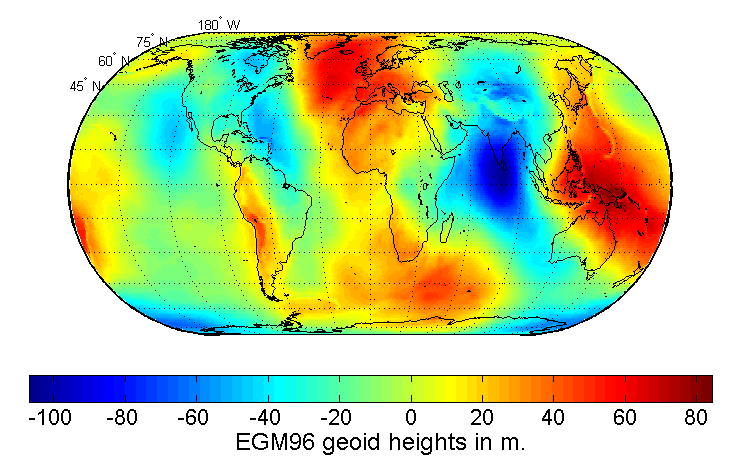
خريطة تموجات الجيود بالمتر (استنادًا إلى EGM96)

وبسبب عدم انتظام مجال الجاذبية الحقيقية للأرض، فإن الشكل المتوازن لمياه البحر، أو مجسم الأرض (الجيود)، سيكون أيضًا غير منتظم الشكل. في بعض الأماكن، مثل غرب أيرلندا، يبرز الجيود - متوسط الرياضي لمستوى سطح البحر - بما يصل إلى 100 متر فوق القطع الناقص المرجعي المنتظم المتماثل دورانيًا لـ GRS80؛ وفي أماكن أخرى، مثل بالقرب من سريلانكا، يغوص تحت القطع الناقص بنفس المقدار تقريبًا. يُطلق على الفصل بين الجيود والقطع الناقص المرجعي اسم تموج الجيود، ويُرمز له بالرمز {\displaystyle N}.
الجيود، أو المتوسط الرياضي لسطح البحر، لا يُعرَّف على البحار فقط، بل أيضًا تحت الأرض؛ وهو سطح الماء المتوازن الذي ينتج، إذا سُمح لمياه البحر بالتحرك بحرية (على سبيل المثال، من خلال الأنفاق) تحت الأرض. من الناحية الفنية، فإنه يمكن اختيار سطح متساوي الجهد للجهد الأرضي الحقيقي، ليتزامن (في المتوسط) مع متوسط مستوى سطح البحر.
وبما أن مستوى سطح البحر المتوسط يتحقق فعليًا من خلال علامات قياس المد والجزر على سواحل البلدان والقارات المختلفة، فسوف ينتج عن ذلك عدد من "الجيويدات القريبة" غير المتوافقة إلى حد ما، مع وجود فروق تتراوح بين عدة ديسيمترات إلى أكثر من متر واحد بينها، بسبب تضاريس سطح البحر الديناميكية. تُسمى هذه بالنقاط المرجعية الرأسية أو النقاط المرجعية الارتفاعية .
بالنسبة لكل نقطة على الأرض، يكون الاتجاه المحلي للجاذبية أو الاتجاه الرأسي، المتجسد في خط الشاقول، عموديًا على الجيود (انظر التسوية الجيوديسية الفلكية astrogeodetic leveling).

## شذوذ الجاذبية
استخدمنا أعلاه شذوذ الجاذبية {\displaystyle \Delta g}. ويمكن حسابه على أنه الاختلافات بين الجاذبية الحقيقية (المرصودة {\displaystyle g=\|{\vec {g}}\|}، والجاذبية المحسوبة (العادية) {\displaystyle \gamma =\|{\vec {\gamma }}\|=\|\nabla U\|}. (هذا تبسيط مفرط ؛ من الناحية العملية، سيختلف الموقع في الفضاء الذي يجري فيه تقييم γ قليلا عن ذلك المكان الذي قيست فيه g.) وبالتالي نحصل على التالي:
{\displaystyle \Delta g=g-\gamma .\,}
وتسمى هذه الشذوذات بشذوذات جاذبية الهواء الحر شذوذ جاذبية الهواء الحر، وهي الشذوذات التي جرى استخدامها في معادلة ستوكس أعلاه.
في الجيوفيزياء (فيزياء الأرض)، غالبًا ما يجري تقليل هذه الشذوذ عن طريق إزالة جاذبية التضاريس منها، والتي بالنسبة لصفيحة أفقية مسطحة ( صفيحة بوجير ) ذات سمك H يمكن حسابها بواسطة العلاقة التالية:
{\displaystyle a_{B}=2\pi G\rho H,\,}
يمكن تطبيق تخفيض بوجير على النحو التالي:
{\displaystyle \Delta g_{B}=\Delta g_{FA}-a_{B},\,}
وهو ما يسمى بشذوذ بوجير. هنا، {\displaystyle \Delta g_{FA}} هو نفسه ما رمزنا له سابقًا بـ {\displaystyle \Delta g} ، شذوذ الهواء الحر.
في حالة عدم كون التضاريس على هيئة لوحة مسطحة (الحالة المعتادة!) نستخدم للسُمك H قيمة ارتفاع التضاريس المحلية ولكن نطبق تصحيحًا آخر يسمى تصحيح التضاريس شذوذ بوجير.

## قراءة إضافية
- B. Hofmann-Wellenhof and H. Moritz ب. هوفمان-ويلينهوف وه. موريتز، الجيوديسيا الفيزيائية، سبرينغر-فيرلاغ فيينا، 2005. (هذا النص هو طبعة محدثة من الكتاب التقليدي الصادر عام 1967 لـ دبليو إيه هيسكانن و إتش موريتز).